# 洛佐韋 (斯里布涅區)
50°40′5″N 33°0′20″E / 50.66806°N 33.00556°E
洛佐韋（烏克蘭語：Лозове），是烏克蘭北部的村莊，隸屬切爾尼希夫州的普里盧基區。該村始建於1550年，面積0.07平方公里，海拔高度131米，2001年人口2，人口密度每平方公里28.6人。